# Volta a Portugal de 2017
A 79.ª edição da Volta a Portugal celebrou-se entre 4 e 15 de agosto de 2017 com início na cidade de Lisboa e final na cidade de Viseu. O percurso consistiu de um prólogo e 10 etapas sobre uma distância total de 1626,7 km.
A corrida fez parte do circuito UCI Europe Tour de 2017 dentro da categoria 2.1 e foi vencida pelo ciclista português Amaro Antunes da equipa W52-FC Porto depois da desclassificação por dopagem de seu colega Raúl Alarcón. O pódio completaram-no o ciclista espanhol Vicente García da equipa Louletano-Hospital de Loulé e o ciclista italiano Rinaldo Nocentini da equipa Sporting-Tavira.

## Equipas
Tomaram a partida um total de 18 equipas, dos quais 1 foi de categoria Profissional Continental e 17 Continentais, quem conformaram um pelotão de 140 ciclistas dos quais terminaram 109. As equipas participantes foram:
| Equipe profissional Continental- Israel Cycling Academy Equipes Continentais (17)- Armée de terre - Bike Aid - RP-Boavista - Efapel - Euskadi Basque Country-Murias - GM Europa Ovini - H&R Block - JLT Condor - Kuwait-Cartucho.es - LA Alumínios-Metalusa-BlackJack - Louletano-Hospital de Loulé - Metec-TKH-Mantel - Sporting-Tavira - Dauner D&DQ-Akkon - Unieuro Trevigiani-Hemus 1896 - Vorarlberg - W52-FC Porto |
| |

## Etapas
| Etapa   | Data      | Percurso                               | type                      | Distância (km) | Vencedor                 | Líder geral   |
| ------- | --------- | -------------------------------------- | ------------------------- | -------------- | ------------------------ | ------------- |
| Prólogo | 4 ago.    | Lisboa – Lisboa                        | contrarrelógio individual | 5,4            | Damien Gaudin            | Damien Gaudin |
| 1       | 5 ago.    | Vila Franca de Xira – Castelo Branco   | etapa escarpada           | 203            | Raúl Alarcón             | Raúl Alarcón  |
| 2       | 6 ago.    | Reguengos de Monsaraz – Castelo Branco | etapa escarpada           | 214,7          | Samuel Caldeira          | Raúl Alarcón  |
| 3       | 7 ago.    | Figueira de Castelo Rodrigo – Bragança | média montanha            | 162,7          | Bryan Alaphilippe        | Raúl Alarcón  |
| 4       | 8 ago.    | Macedo de Cavaleiros – Mondim de Basto | alta montanha             | 152,7          | Raúl Alarcón             | Raúl Alarcón  |
| 5       | 9 ago.    | Boticas – Viana do Castelo             | etapa escarpada           | 179,6          | Gustavo Veloso           | Raúl Alarcón  |
| 6       | 10 ago.   | Braga – Fafe                           | média montanha            | 182,7          | Rui Sousa                | Raúl Alarcón  |
|         | 11 de ago | Dia de descanso                        | Dia de descanso           |                |                          |               |
| 7       | 12 ago.   | Lousada – Santo Tirso                  | etapa escarpada           | 161,9          | António Barbio           | Raúl Alarcón  |
| 8       | 13 ago.   | Gondomar – Oliveira de Azeméis         | etapa escarpada           | 159,8          | Vicente García de Mateos | Raúl Alarcón  |
| 9       | 14 ago.   | Lousã – Guarda                         | alta montanha             | 184,1          | Amaro Antunes            | Raúl Alarcón  |
| 10      | 15 ago.   | concelho de Viseu – concelho de Viseu  | contrarrelógio individual | 20,1           | Gustavo Veloso           | Raúl Alarcón  |

## Classificações finais
As classificações finalizaram da seguinte forma:

### Classificação geral
| \| Classificação geral \| Classificação geral \| Classificação geral \| Classificação geral \| Classificação geral \| \| Ciclista \| Ciclista \| Equipe \| Tempo \| \| \| ------------------- \| ------------------------ \| --------------------------- \| ------------------- \| ------------------- \| \| 1. \| Raúl Alarcón \| W52-FC Porto \| DQ \| \| \| 1. \| Amaro Antunes \| W52-FC Porto \| + 1m23s \| \| \| 2. \| Vicente García de Mateos \| Louletano-Hospital de Loulé \| + 5m25s \| \| \| 3. \| Rinaldo Nocentini \| Sporting-Tavira \| + 5m54s \| \| \| 5. \| Alejandro Marque \| Sporting-Tavira \| + 7m10s \| \| \| 6. \| António Carvalho \| W52-FC Porto \| + 7m25s \| \| \| 7. \| João Benta \| RP-Boavista \| + 7m54s \| \| \| 8. \| Henrique Casimiro \| Efapel \| + 8m11s \| \| \| 9. \| Sérgio Paulinho \| Efapel \| + 8m36s \| \| \| 10. \| Krists Neilands \| Israel Cycling Academy \| + 9m35s \| \| |                          |                             |         |
| |                          |                             |         |
| Fonte: ProCyclingStats |                          |                             |         |
| Classificação geral |                          |                             |         |
| Ciclista | Ciclista                 | Equipe                      | Tempo   |
| 1. | Raúl Alarcón             | W52-FC Porto                | DQ      |
| 1. | Amaro Antunes            | W52-FC Porto                | + 1m23s |
| 2. | Vicente García de Mateos | Louletano-Hospital de Loulé | + 5m25s |
| 3. | Rinaldo Nocentini        | Sporting-Tavira             | + 5m54s |
| 5. | Alejandro Marque         | Sporting-Tavira             | + 7m10s |
| 6. | António Carvalho         | W52-FC Porto                | + 7m25s |
| 7. | João Benta               | RP-Boavista                 | + 7m54s |
| 8. | Henrique Casimiro        | Efapel                      | + 8m11s |
| 9. | Sérgio Paulinho          | Efapel                      | + 8m36s |
| 10. | Krists Neilands          | Israel Cycling Academy      | + 9m35s |

### Classificação por pontos
| Classificação por pontos | Classificação por pontos | Classificação por pontos    | Classificação por pontos | Classificação por pontos |
| Ciclista                 | Ciclista                 | Equipe                      | Pontos                   |                          |
| ------------------------ | ------------------------ | --------------------------- | ------------------------ | ------------------------ |
| 1.                       | Vicente García de Mateos | Louletano-Hospital de Loulé | 142 pts                  |                          |
| 2.                       | Raúl Alarcón             | W52-FC Porto                | DQ                       |                          |
| 3.                       | Gustavo Veloso           | W52-FC Porto                | 111 pts                  |                          |
| 4.                       | Amaro Antunes            | W52-FC Porto                | 89 pts                   |                          |
| 5.                       | Rinaldo Nocentini        | Sporting-Tavira             | 86 pts                   |                          |
| 6.                       | Krists Neilands          | Israel Cycling Academy      | 58 pts                   |                          |
| 7.                       | Daniel Mestre            | Efapel                      | 52 pts                   |                          |
| 8.                       | João Benta               | RP-Boavista                 | 43 pts                   |                          |
| 9.                       | Alejandro Marque         | Sporting-Tavira             | 35 pts                   |                          |
| 10.                      | Marco Tizza              | GM Europa Ovini             | 32 pts                   |                          |

### Classificação da montanha
| Classificação da montanha | Classificação da montanha | Classificação da montanha       | Classificação da montanha | Classificação da montanha |
| Ciclista                  | Ciclista                  | Equipe                          | Pontos                    |                           |
| ------------------------- | ------------------------- | ------------------------------- | ------------------------- | ------------------------- |
| 1.                        | Amaro Antunes             | W52-FC Porto                    | 60 pts                    |                           |
| 2.                        | Mikel Bizkarra            | Euskadi Basque Country-Murias   | 56 pts                    |                           |
| 3.                        | João Matias               | LA Aluminios-Metalusa-BlackJack | 48 pts                    |                           |
| 4.                        | Raúl Alarcón              | W52-FC Porto                    | DQ                        |                           |
| 5.                        | Luís Afonso               | LA Aluminios-Metalusa-BlackJack | 34 pts                    |                           |
| 6.                        | Sebastian Baldauf         | Hrinkow Advarics Cycleang       | 31 pts                    |                           |
| 7.                        | Rui Sousa                 | RP-Boavista                     | 28 pts                    |                           |
| 8.                        | Vicente García de Mateos  | Louletano-Hospital de Loulé     | 26 pts                    |                           |
| 9.                        | Ricardo Mestre            | W52-FC Porto                    | 26 pts                    |                           |
| 10.                       | Rinaldo Nocentini         | Sporting-Tavira                 | 25 pts                    |                           |

### Classificação dos jovens
| Classificação dos jovens | Classificação dos jovens     | Classificação dos jovens      | Classificação dos jovens | Classificação dos jovens |
| Ciclista                 | Ciclista                     | Equipe                        | Tempo                    |                          |
| ------------------------ | ---------------------------- | ----------------------------- | ------------------------ | ------------------------ |
| 1.                       | Krists Neilands              | Israel Cycling Academy        | 41h55m49s                |                          |
| 2.                       | Luís Gomes                   | RP-Boavista                   | + 16m38s                 |                          |
| 3.                       | Chris Prendergast            |                               | + 48m12s                 |                          |
| 4.                       | Ben Perry                    | Israel Cycling Academy        | + 1h06m54s               |                          |
| 5.                       | Óscar Rodríguez Garaicoechea | Euskadi Basque Country-Murias | + 1h17m28s               |                          |
| 6.                       | Edward Laverack              | JLT Condor                    | + 1h19m28s               |                          |
| 7.                       | José Manuel Díaz Gallego     | Israel Cycling Academy        | + 1h19m29s               |                          |
| 8.                       | Cyril Barthe                 | Euskadi Basque Country-Murias | + 1h23m14s               |                          |
| 9.                       | Simone Ravanelli             | Unieuro Trevigiani-Hemus 1896 | + 1h29m14s               |                          |
| 10.                      | Jim Lindenburg               | Metec-TKH-Mantel              | + 1h41m23s               |                          |

### Classificação por equipas
| Classificação por equipes | Classificação por equipes       | Classificação por equipes | Classificação por equipes |
| Equipe                    | Equipe                          | Tempo                     |                           |
| ------------------------- | ------------------------------- | ------------------------- | ------------------------- |
| 1.                        | W52-FC Porto                    | 125h26m02s                |                           |
| 2.                        | RP-Boavista                     | + 23m49s                  |                           |
| 3.                        | Efapel                          | + 28m08s                  |                           |
| 4.                        | Sporting-Tavira                 | + 43m32s                  |                           |
| 5.                        | LA Alumínios-Metalusa-BlackJack | + 1h00m20s                |                           |
| 6.                        | Louletano-Hospital de Loulé     | + 1h23m38s                |                           |
| 7.                        | Euskadi Basque Country-Murias   | + 2h19m03s                |                           |
| 8.                        | Vorarlberg                      | + 2h23m37s                |                           |
| 9.                        | Israel Cycling Academy          | + 2h24m27s                |                           |
| 10.                       | Kuwait-Cartucho.es              | + 2h29m22s                |                           |

## Evolução das classificações
| Etapa                 | Vencedor              | Classificação geral        | Classificação por pontos | Classificação da montanha | Classificação dos jovens | Classificação por equipas | Classificação do melhor português |
| --------------------- | --------------------- | -------------------------- | ------------------------ | ------------------------- | ------------------------ | ------------------------- | --------------------------------- |
| Prólogo               | Damien Gaudin         | Damien Gaudin              | Domingos Gonçalves       | Alejandro Marque          | Travis Samuel            | Sporting-Tavira           | Domingos Gonçalves                |
| 1.ª                   | Raúl Alarcón          | Raúl Alarcón               | Raúl Alarcón             | César Fonte               | Óscar Rodríguez          | W52-FC Porto              | Domingos Gonçalves                |
| 2.ª                   | Samuel Caldeira       | Raúl Alarcón               | Raúl Alarcón             | Roy Goldstein             | Óscar Rodríguez          | W52-FC Porto              | Domingos Gonçalves                |
| 3.ª                   | Bryan Alaphilippe     | Raúl Alarcón               | Raúl Alarcón             | João Matias               | Óscar Rodríguez          | W52-FC Porto              | Domingos Gonçalves                |
| 4.ª                   | Raúl Alarcón          | Raúl Alarcón               | Raúl Alarcón             | João Matias               | Krists Neilands          | W52-FC Porto              | Amaro Antunes                     |
| 5.ª                   | Gustavo Veloso        | Raúl Alarcón               | Raúl Alarcón             | João Matias               | Krists Neilands          | W52-FC Porto              | Amaro Antunes                     |
| 6.ª                   | Rui Sousa             | Raúl Alarcón               | Vicente García           | João Matias               | Krists Neilands          | W52-FC Porto              | Amaro Antunes                     |
| 7.ª                   | António Barbio        | Raúl Alarcón               | Vicente García           | João Matias               | Krists Neilands          | W52-FC Porto              | Amaro Antunes                     |
| 8.ª                   | Vicente García        | Raúl Alarcón               | Vicente García           | João Matias               | Krists Neilands          | W52-FC Porto              | Amaro Antunes                     |
| 9.ª                   | Amaro Antunes         | Raúl Alarcón               | Vicente García           | Amaro Antunes             | Krists Neilands          | W52-FC Porto              | Amaro Antunes                     |
| 10.ª                  | Gustavo Veloso        | Raúl Alarcón               | Vicente García           | Amaro Antunes             | Krists Neilands          | W52-FC Porto              | Amaro Antunes                     |
| Classificações finais | Classificações finais | Raúl Alarcón Amaro Antunes | Vicente García           | Amaro Antunes             | Krists Neilands          | W52-FC Porto              | Amaro Antunes                     |